# Sevilla la Nueva
Sevilla la Nueva – miasto w Hiszpanii, we wspólnocie autonomicznej Madryt. W 2007 liczyło 7387 mieszkańców.